# Palazzo Carrara

Via dei Mercanti in Salerno. Im Hintergrund in der Mitte (in orange) der Palazzo Carrara

Der Palazzo Carrara ist ein Palast aus dem 17. Jahrhundert in der Via dei Mercanti, 68, im Zentrum von Salerno in der italienischen Provinz Kampanien. Er befindet sich direkt neben der Kirche San Gregorio.

## Geschichte
Der Palast liegt im Viertel San Giovanniello, früher „Ortus Magnum“ (dt.: großer Garten) genannt. Dieses Viertel wurde bereits im 11. oder 12. Jahrhundert bewohnt, aber im Laufe des 18. Jahrhunderts wurden die Gebäude an der Via dei Mercanti erneuert. Dies erkennt man an den unterschiedlichen Baustilen der einzelnen Stockwerke des Palastes. Insbesondere an der Fassade ist dies sichtbar: Die Architektur des ersten Obergeschosses erinnert an die klassizistischen Paläste, wie sie im 18. Jahrhundert in Neapel gebaut wurden. Der Teil des Gebäudes, der am weitesten vorspringt, entspricht eher der Gotik, wie sie im mittelalterlichen Städtebau üblich war. Der Gebäudeteil zur Straße hin zeigt dahingegen den höfischen Bautyp, der dem römischen Städtebau entspricht. Die Bodenbeläge in dem Palast bestehen aus Majolika. Die Ecken der Fassade sind mit Lisenen versehen, die ionische Kapitelle tragen. Die Innenräume beherbergen Gemälde auf Papier. Ausgrabungen haben Reste eines alten Tempels aus der Zeit der griechischen Kolonie zutage gefördert.
Es gibt keine gesicherten Aufzeichnungen über den Bau des Palastes, aber er wird in einigen Dokumenten aus dem Jahre 1629 erwähnt und gehörte der Familie Capograsso.
Die Struktur des Palazzo Carrara entspricht der Gebäudephysiognomie in Salerno im 17. und 18. Jahrhundert, nach dem Risorgimento. Tatsächlich besitzt sie Ähnlichkeit mit der des Palazzo Pinto, der sich fast gegenüber, auf der anderen Seite der Via dei Mercanti, erhebt.
Mitte des 15. Jahrhunderts weilte dort drei Tage lang der Heilige Franz von Paola auf seinem Weg in die Stadt, als er von Rom zurückkam: Eine Steintafel erinnert an dieses Ereignis. Noch heute gibt es in dem Palast eine sehr schöne Kapelle und eine Privatbibliothek.
Das Gebäude wurde beim Erdbeben von 1980 schwer beschädigt und war danach etwa ein Jahrzehnt lang ungenutzt. Nach einer akkuraten Restaurierung sind dort heute Privatwohnungen untergebracht.